# سازمان کشورهای آمریکایی
سازمان کشورهای آمریکایی (OAS یا OEA; اسپانیایی: Organización de los Estados Americanos‎; پرتغالی: Organização dos Estados Americanos; فرانسوی: Organisation des États américains‎) یک سازمان بین‌المللی است که در ۳۰ آوریل ۱۹۴۸ برای ارتقای همکاری بین کشورهای عضو این سازمان در قاره آمریکا، تأسیس شد.

## اعضاء سازمان
همه کشورهای مستقل قاره آمریکا عضو سازمان کشورهای آمریکایی هستند. در سال ۱۹۴۸ و زمان تأسیس، این سازمان ۲۱ عضو داشت که بیشتر آنها در آمریکای لاتین بودند:
- آرژانتین
- بولیوی
- برزیل
- شیلی
- کلمبیا
- کاستاریکا
- کوبا
- جمهوری دومینیکن
- اکوادور
- السالوادور
- گواتمالا
- هائیتی
- هندوراس
- مکزیک
- پاناما
- پاراگوئه
- پرو
- ایالات متحده آمریکا
- اروگوئه
- ونزوئلا

کانادا و کشورهای تازه استقلال یافته کارائیب در مرحله بعد به این سازمان اضافه شدند. این اعضا به ترتیب تاریخ پذیرش شامل لیست زیر است:
- باربادوس (عضو از ۱۹۶۷)
- ترینیداد و توباگو (۱۹۶۷)
- جامائیکا (۱۹۶۹)
- گرانادا (۱۹۷۵)
- سورینام (۱۹۷۷)
- دومینیکا (۱۹۷۹)
- سنت لوسیا (۱۹۷۹)
- آنتیگوا و باربودا (۱۹۸۱)
- سنت وینسنت و گرنادین‌ها (۱۹۸۱)
- باهاما (۱۹۸۲)
- سنت کیتس و نویس (۱۹۸۴)
- کانادا (۱۹۹۰)
- بلیز (۱۹۹۱)
- گویان (۱۹۹۱)